# 옹게어족
옹게어족(영어: Ongan languages) 또는 자라와·옹게어족은 안다만 제도 남부 지역에서 사용되는 두 개의 언어, 옹게어와 자라와어로 이루어진 소어족이다. 지역에 의해 대안다만어족 및 센티넬어와 함께 안다만 제어로 묶이나 계통적 연관성은 명확하지 않다. 남안다만어족(영어: South Andamanese languages)라고도 한다.

## 언어
옹게어족은 계통관계가 확인된 옹게어와 자라와어의 두 언어로 이루어진다.
- 옹게어(Onge, Önge)는 소안다만섬의 원주민 옹게족이 사용하는 언어로 약 100명의 화자가 남아있다.
- 자라와어(Jarawa)는 중안다만섬과 남안다만섬의 일부 지역에 사는 자라와족이 사용하며 약 200명의 화자가 남아있다.

옹게족과 자라와족은 1900년 전후 인도인의 유입으로 인구가 급감하기는 하였으나 현재는 당국에 의해 외부와 거의 단절되어 보존되고 있다.
한편 남안다만섬의 남쪽에 딸린 러틀랜드 섬의 내륙에 살던 장길족(Jangil)이 사용했을 장길어는, 그 모습은 상세히 알 수 없으나 자라와어와 일부 말이 통했다는 기록이 있다. 장길족은 19세기 중반에 처음 외부에 의해 발견되었는데 1900년대 이후 인적이 드문드문하다가 1920년대에 탐험대가 섬에 갔을 때는 사람을 찾을 수 없었으며, 아마 외부에서 들어온 전염병에 의하여 멸족했을 것으로 추정된다.
알려진 바가 거의 없는 센티넬어 역시 옹게어족에 속할 가능성이 상정되나 확인되지 않았다.

## 문법
옹게어족 언어들은 교착어적 특징을 가지며 전치사 및 후치사가 널리 쓰인다.
현재까지 밝혀진 바로는 기수사(cardinal)는 1과 2만이 존재하며 수 표현은 '1', '2', '하나 더', '많이 더', '전부'만으로 이루어진다.

## 참고 문헌
- Das Gupta, D. and S. R. Sharma.  A Handbook of the Önge Language. Anthropological Survey of India: Calcutta 1982.
- E. H. Man, Dictionary of the South Andaman Language, British India Press: Bombay 1923.
- Senkuttuvan, R. 2000. The Language of the Jarawa: Phonology. Calcutta: Anthropological Survey of India, Government of India, Ministry of Culture, Youth Affairs, and Sports, Dept. of Culture.
- Sreenathan, M. 2001. Jarwa - Language and Culture. Anthropological Survey of India, Ministry of Culture, Government of India, Kolkata